# Lista de municípios de Alagoas por IDH-M

Mapa do IDH de Alagoas.Legenda:
Muito alto (nenhum município)
Alto (1 município)
Médio (13 municípios)
Baixo (86 municípios)
Muito baixo (2 municípios)

Esta é uma lista de municípios do estado de Alagoas por Índice de Desenvolvimento Humano (IDH), segundo dados do Programa da Nações Unidas para o Desenvolvimento (PNUD) datados do ano 2010. De acordo com os dados de 2010, o município com o maior Índice de Desenvolvimento Humano no estado de Alagoas era Maceió, com um índice de 0,735 (considerado alto), e o município com o menor índice foi Inhapi, com um índice de 0,484 (considerado muito baixo). De todos os municípios do estado, nenhum município registrou um IDH muito alto, enquanto 1 apresentou um IDH alto, 13 municípios IDH médio, 86 IDH baixo, e 2 municípios IDH muito baixo.
O cálculo do índice é composto a partir de dados de expectativa de vida ao nascer (IDH-L), educação (IDH-E), e PIB em Paridade do Poder de Compra per capita (IDH-R) recolhidos em nível nacional ou regional, e possui o objetivo de medir o padrão de vida. O índice foi desenvolvido em 1990 pelos economistas Amartya Sen e Mahbub ul Haq, e vem sendo usado desde 1993 pelo Programa das Nações Unidas para o Desenvolvimento (PNUD).
O Índice de Desenvolvimento Humano varia de 0 até 1, e nesta lista é dividido em cinco categorias: IDH muito alto (0,800 – 1,000), IDH alto (0,700 – 0,799), IDH médio (0,600  0,699), IDH baixo (0,500 – 0,599) e IDH muito baixo (0,000 – 0,499).

## Lista
| Posição no Estado | Municípios              | Dados de 2010    |
| Posição no Estado | Municípios              | IDH municipal    |
| IDH-M muito alto  | IDH-M muito alto        | IDH-M muito alto |
| ----------------- | ----------------------- | ---------------- |
| nenhum município  |                         |                  |
| IDH-M alto        |                         |                  |
| 1                 | Maceió                  | 0,735            |
| IDH-M médio       |                         |                  |
| 2                 | Satuba                  | 0,660            |
| 3                 | Arapiraca               | 0,649            |
| 4                 | Rio Largo               | 0,643            |
| 5                 | Marechal Deodoro        | 0,642            |
| 6                 | Palmeira dos Índios     | 0,638            |
| 7                 | Penedo                  | 0,630            |
| 8                 | Coruripe                | 0,626            |
| 9                 | São Miguel dos Campos   | 0,623            |
| 10                | Barra de São Miguel     | 0,615            |
| 11                | Delmiro Gouveia         | 0,612            |
| 12                | Pilar                   | 0,610            |
| 13                | Paripueira              | 0,605            |
| 14                | Boca da Mata            | 0,604            |
| IDH-M baixo       |                         |                  |
| 15                | Maribondo               | 0,597            |
| 15                | Santa Luzia do Norte    | 0,597            |
| 17                | Batalha                 | 0,594            |
| 18                | Belém                   | 0,593            |
| 18                | União dos Palmares      | 0,593            |
| 18                | Pão de Açúcar           | 0,593            |
| 21                | Santana do Ipanema      | 0,591            |
| 21                | São Miguel dos Milagres | 0,591            |
| 23                | Piranhas                | 0,589            |
| 23                | Paulo Jacinto           | 0,589            |
| 25                | Porto Calvo             | 0,586            |
| 25                | Coqueiro Seco           | 0,586            |
| 25                | Viçosa                  | 0,586            |
| 28                | Matriz de Camaragibe    | 0,584            |
| 29                | Jacaré dos Homens       | 0,583            |
| 30                | Limoeiro de Anadia      | 0,580            |
| 31                | Mar Vermelho            | 0,577            |
| 32                | Chã Preta               | 0,575            |
| 32                | Junqueiro               | 0,575            |
| 34                | Pindoba                 | 0,574            |
| 34                | Maragogi                | 0,574            |
| 36                | São José da Laje        | 0,573            |
| 36                | Capela                  | 0,573            |
| 38                | São Brás                | 0,572            |
| 38                | Piaçabuçu               | 0,572            |
| 40                | Campo Alegre            | 0,570            |
| 40                | Japaratinga             | 0,570            |
| 42                | Maravilha               | 0,569            |
| 43                | Messias                 | 0,568            |
| 43                | Igreja Nova             | 0,568            |
| 43                | Anadia                  | 0,568            |
| 46                | Major Izidoro           | 0,566            |
| 47                | Feliz Deserto           | 0,565            |
| 47                | Olho D'Água das Flores  | 0,565            |
| 49                | Igaci                   | 0,564            |
| 49                | Teotônio Vilela         | 0,564            |
| 51                | Minador do Negrão       | 0,563            |
| 52                | Jundiá                  | 0,562            |
| 52                | Cajueiro                | 0,562            |
| 54                | Atalaia                 | 0,561            |
| 55                | Quebrangulo             | 0,559            |
| 55                | Campestre               | 0,559            |
| 57                | Palestina               | 0,558            |
| 58                | Barra de Santo Antônio  | 0,557            |
| 59                | Jequiá da Praia         | 0,556            |
| 60                | Tanque D'Arca           | 0,555            |
| 61                | Jaramataia              | 0,552            |
| 61                | Lagoa da Canoa          | 0,552            |
| 63                | Porto Real do Colégio   | 0,551            |
| 64                | Água Branca             | 0,549            |
| 64                | São Sebastião           | 0,549            |
| 66                | Jacuípe                 | 0,548            |
| 66                | Pariconha               | 0,548            |
| 68                | Ouro Branco             | 0,547            |
| 69                | Taquarana               | 0,541            |
| 69                | Porto de Pedras         | 0,541            |
| 71                | Monteirópolis           | 0,539            |
| 72                | Girau do Ponciano       | 0,536            |
| 72                | São Luís do Quitunde    | 0,536            |
| 74                | Estrela de Alagoas      | 0,534            |
| 75                | Passo de Camaragibe     | 0,533            |
| 75                | Feira Grande            | 0,533            |
| 75                | Coité do Nóia           | 0,533            |
| 78                | Traipu                  | 0,532            |
| 78                | Dois Riachos            | 0,532            |
| 80                | Joaquim Gomes           | 0,531            |
| 80                | Cacimbinhas             | 0,531            |
| 82                | Flexeiras               | 0,527            |
| 82                | Murici                  | 0,527            |
| 82                | São José da Tapera      | 0,527            |
| 85                | Poço das Trincheiras    | 0,526            |
| 85                | Carneiros               | 0,526            |
| 87                | Craíbas                 | 0,525            |
| 87                | Olho d'Água do Casado   | 0,525            |
| 89                | Campo Grande            | 0,524            |
| 90                | Novo Lino               | 0,521            |
| 91                | Santana do Mundaú       | 0,519            |
| 92                | Ibateguara              | 0,518            |
| 92                | Senador Rui Palmeira    | 0,518            |
| 94                | Colônia Leopoldina      | 0,517            |
| 94                | Belo Monte              | 0,517            |
| 96                | Branquinha              | 0,513            |
| 97                | Canapi                  | 0,506            |
| 98                | Roteiro                 | 0,505            |
| 99                | Mata Grande             | 0,504            |
| 100               | Olho d'Água Grande      | 0,503            |
| IDH-M muito baixo |                         |                  |
| 101               | Olivença                | 0,493            |
| 102               | Inhapi                  | 0,484            |

## Evolução do IDH
| IDH  | Muito Alto | Alto | Médio | Baixo | Muito Baixo |
| ---- | ---------- | ---- | ----- | ----- | ----------- |
| 1991 | 0          | 0    | 0     | 1     | 101         |
| 2000 | 0          | 0    | 0     | 4     | 98          |
| 2010 | 0          | 1    | 13    | 86    | 2           |